# 4463 Marschwarzschild
4463 Marschwarzschild је астероид главног астероидног појаса са средњом удаљеношћу од Сунца која износи 3,183 астрономских јединица (АЈ).
Апсолутна магнитуда астероида је 12,8.